# Comunitat d'aglomeració de París-Vallée de la Marne
La Comunitat d'aglomeració de París-Vallée de la Marne (en francès: Communauté d'agglomération Paris-Vallée de la Marne) és una estructura intercomunal francesa del departament de Sena i Marne, a la regió de l'Illa de França.
Creada al 2016, està formada per 12 municipis i la seu es troba a Torcy.

## Municipis
1. Brou-sur-Chantereine
2. Champs-sur-Marne
3. Chelles
4. Courtry
5. Croissy-Beaubourg
6. Émerainville
7. Lognes
8. Noisiel
9. Pontault-Combault
10. Roissy-en-Brie
11. Torcy
12. Vaires-sur-Marne